# あいめろ
あいめろ（2000年1月1日 - ）は、日本の女性ファッションモデルである。所属事務所は株式会社Lovers。『egg』専属モデル。本名の名前は愛朱（あいしゅ）。

## 経歴
第3回egg専属モデルオーディショングランプリ。